# Nicolo Pasetti
Nicolo Pasetti, nato Nicolò Bernardino Pasetti Bombardella (1999), è un attore statunitense, di origini italiane.

## Biografia
La sua prima apparizione sullo schermo è stata nel 2015, quando ha recitato insieme a Thomas Sarbacher e André Hennicke nell'adattamento cinematografico del classico teatrale Solness. Nel 2018 è stato scelto per il ruolo del soldato tedesco Christian Hellmann nell'adattamento cinematografico letterario Il club del libro e della torta di bucce di patata; mentre nel 2021 ha interpretato il famoso chitarrista Peter Van Wood nel film Carosello Carosone.
Nel 2023 entra a far parte del cast della serie televisiva Cuori.

## Filmografia (parziale)
- 2015: Solness
- 2017: La ragazza malinconica
- 2018:  Il club del libro e della torta di bucce di patata (The Guernsey Literary and Potato Peel Pie Society)
- 2020: WaPo Bodensee (serie TV, episodio Real Friends )
- 2020: Tatort
- 2020: Il La regina degli scacchi (miniserie televisiva)
- 2021: Il gioco del bunker
- 2021: l'amore di Kennedy per l'Europa [6]
- 2021: Carosello Carosone [7]
- 2022: Industry (Stagione 2, serie TV) [8]
- 2023: La legge secondo Lidia Poët ( La legge di Lidia Poët, serie TV, 2 episodi)
- 2023: L'ultimo viaggio della Demetra
- 2023: El Dorado – Tutto ciò che i nazisti odiano [9]
- 2023: In tutta amicizia (serie TV, episodio Non si torna più indietro! )
- 2023: Un trilione di dollari (serie TV)
- 2023: Costiera (serie TV) [10]
- 2023 Cuori [11]
- 2024: Inga Lindström : Il matrimonio dimenticato (serie TV) [12]
- 2024: Belcanto (serie TV) [13]
- 2024: Gli Assaggiatori [14]
- 2024: Il sapore amaro [15]
- Belcanto – serie TV (2025)